# Герб провинции Гронинген
Герб Гронингена - официальный символ провинции.

## Описание
Щит рассечён на четыре части. В первом и четвёртом полях герб города Гронинген: на золотом поле чёрный двуглавый орел, распростёрший крылья, на груди орла щиток из серебра с зелёным поясом. В третьем и четвёртом полях герб земель, подчинённых городу Гронингену, — Оммеландов: на серебряном щите три лазурных перевязи, между которыми расположено одиннадцать червлёных сердец (одно в правом верхнем углу, по четыре в середине и два в левом нижнем углу). Справа и слева два щитодержателя — золотых льва, которые являются символами Нидерландов.

## История
Оммеланды до 1476 были независимы от Гронингена и подчинялись Фрисландии. После распада Фрисландии область перешла под управление германского императора. Фридрих III даровал области герб с использованием символа датских королей — красного сердца, так как история легендарного фризского короля Радбода тесно переплетена с Данией. В 1598 году провинция вошла в состав Нидерландской Республики Соединённых провинций и гербы города и области объединили, а в 1600 году герб стал четверочастным.